# Matts Kunding
Matts Kunding (fl. XX secolo) è stato un calciatore irlandese, di ruolo mediano.

## Carriera
Britannico, trasferitosi in Italia, giocò nel Torino, club in cui esordì il 7 novembre 1909 nel derby torinese contro la Juventus, vinto per 3-1. Con i granata raggiunse il quarto posto della classifica finale della Prima Categoria 1909-1910.
La stagione seguente passa alla Juventus con cui fece il suo esordio contro il Piemonte Football Club il 27 novembre 1910 in un pareggio per 1-1, mentre la sua ultima partita fu contro il Genoa il 19 marzo 1911 in una sconfitta per 3-0. Nella sua unica stagione bianconera collezionò quattro presenze, ottenendo l'ultimo posto della classifica finale.

## Statistiche

### Presenze e reti nei club
| Stagione        | Club            | Campionato      | Campionato | Campionato |
| Stagione        | Club            | Comp            | Pres       | Reti       |
| --------------- | --------------- | --------------- | ---------- | ---------- |
| 1909-1910       | Torino          | Prima categoria | 13         | 0          |
| Totale Torino   | Totale Torino   |                 | 13         | 0          |
| 1910-1911       | Juventus        | Prima categoria | 4          | 0          |
| Totale Juventus | Totale Juventus |                 | 4          | 0          |
| Totale carriera | Totale carriera |                 | 17         | 0          |